# 墨爾本天文台

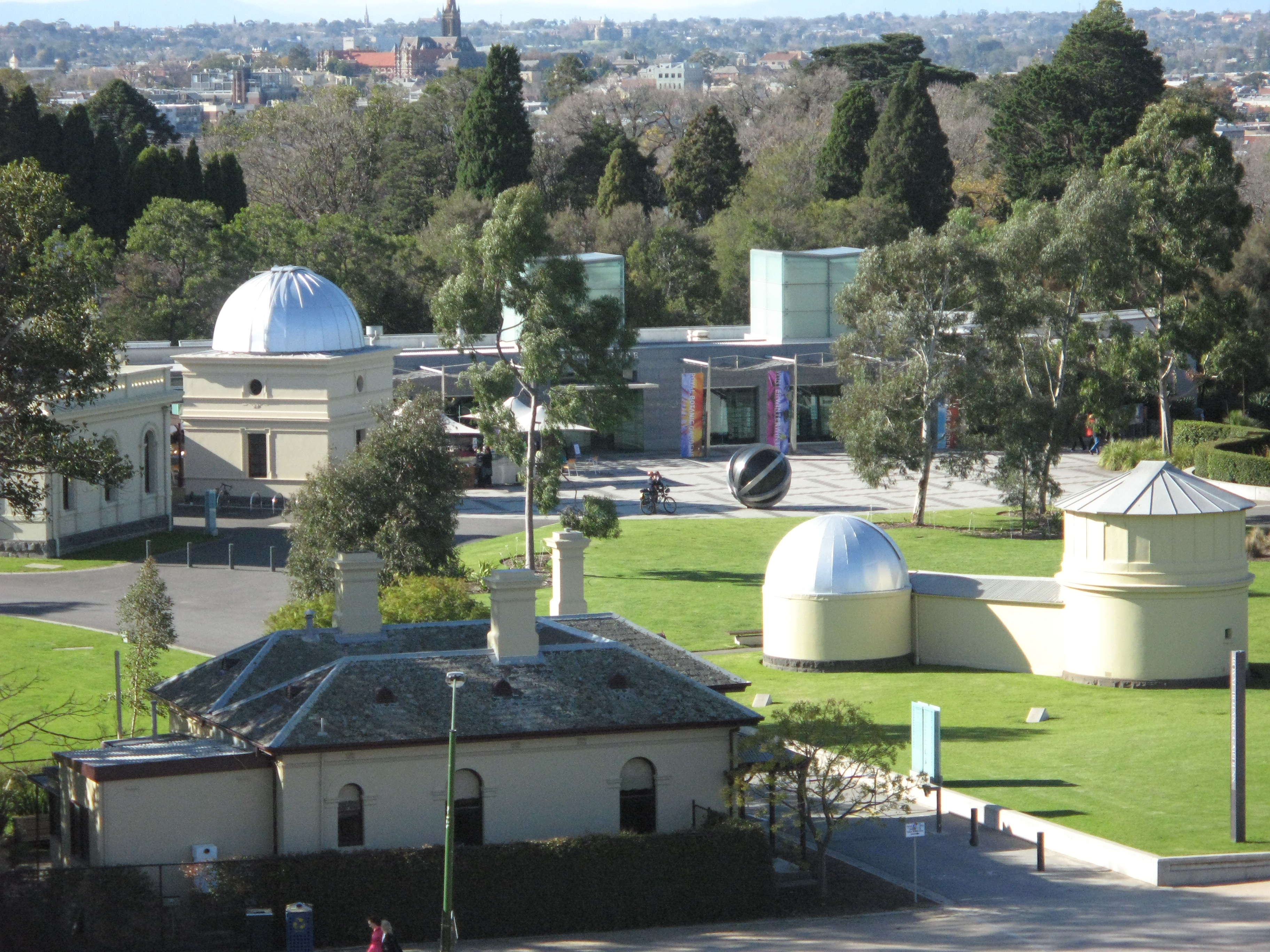
從墨爾本戰爭紀念館所看見的墨爾本天文台。

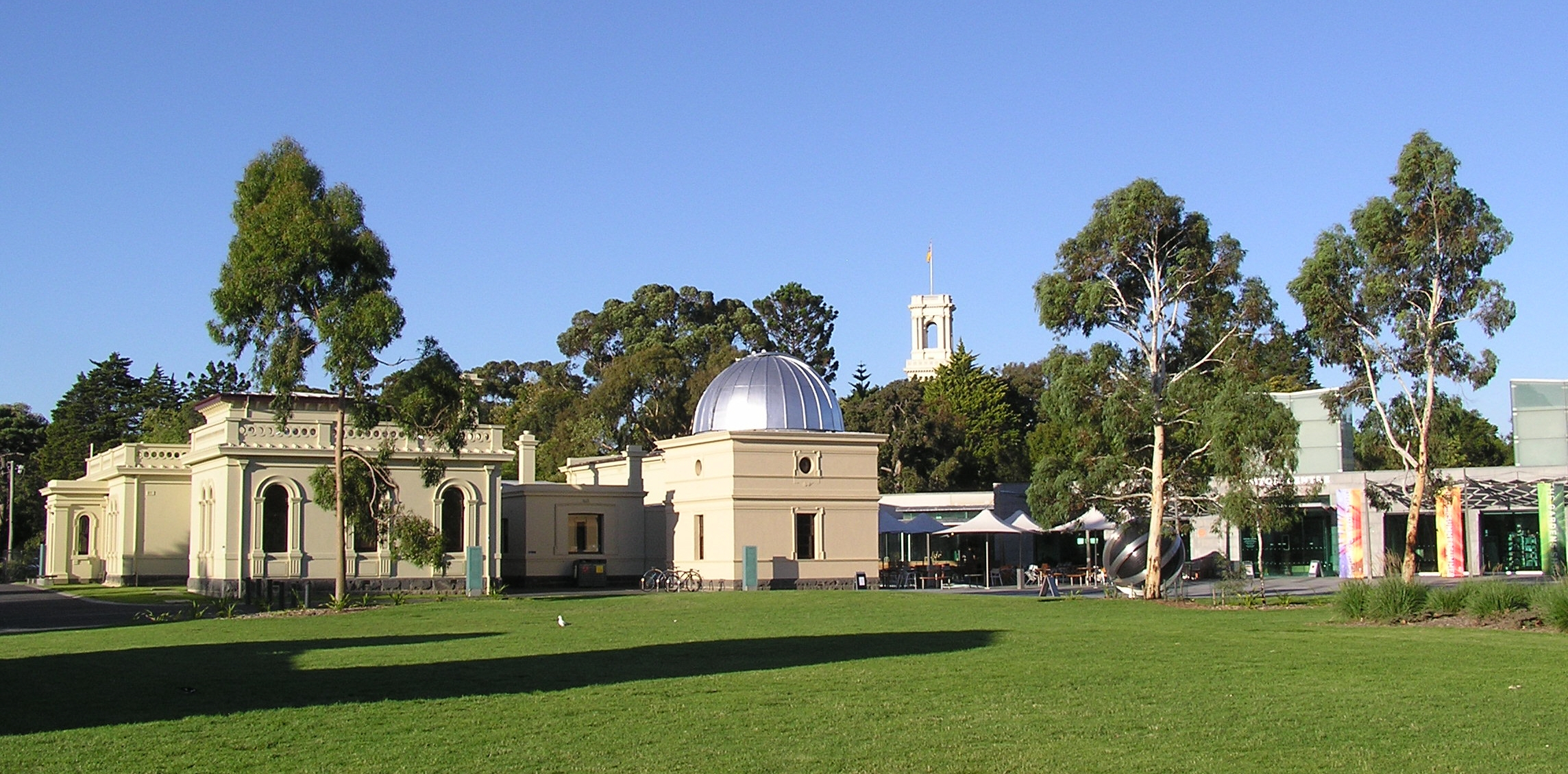
墨爾本天文台的建築和天文攝影屋。

墨爾本天文台建立於1862年，是澳大利亞維多利亞州快速成長的首府墨爾本市的科學研究機構。這個天文台在維多利亞州政府的支持下使用一架中星儀進行一般性的天文研究，其任務是經由觀測維持殖民地的精確時間。
成立後不久，一架48-英寸（1,200-）的望遠鏡被安裝在天文台進行天文研究的工作， 有一段時間，這是全球最大的完全導像望遠鏡。這架儀器也被稱為"大墨爾本望遠鏡"。
在1874年，天文台成為全球水星凌日觀測計畫的參與者，目地在更精確的測量出地球到太陽的距離。 
在1880年代末期，天文台使用新穎的攝影技術參加國際性製做星圖的"Carte du Ciel" 計畫，是參加這個計畫最南方的天文台。墨爾本天文台被指派的觀測天區從南緯65度至天南極。